# Antheny
Antheny est une commune française située dans le département des Ardennes, en région Grand Est.

## Géographie

### Communes limitrophes
| Tarzy                       | Neuville-lez-Beaulieu | Auvillers-les-Forges |
| Auge                        | Antheny               |                      |
| Bossus-lès-Rumigny, Rumigny |                       | Champlin             |

### Hydrographie
La commune est dans la région hydrographique « la Seine du confluent de l'Oise (inclus) à l'embouchure » au sein du bassin Seine-Normandie. Elle est drainée par le Ton et l'Orvaux,.
Le Ton, d'une longueur de 56 km, prend sa source dans la commune de Auvillers-les-Forges et se jette  dans l'Oise (rive gauche) à Étréaupont, après avoir traversé 15 communes.

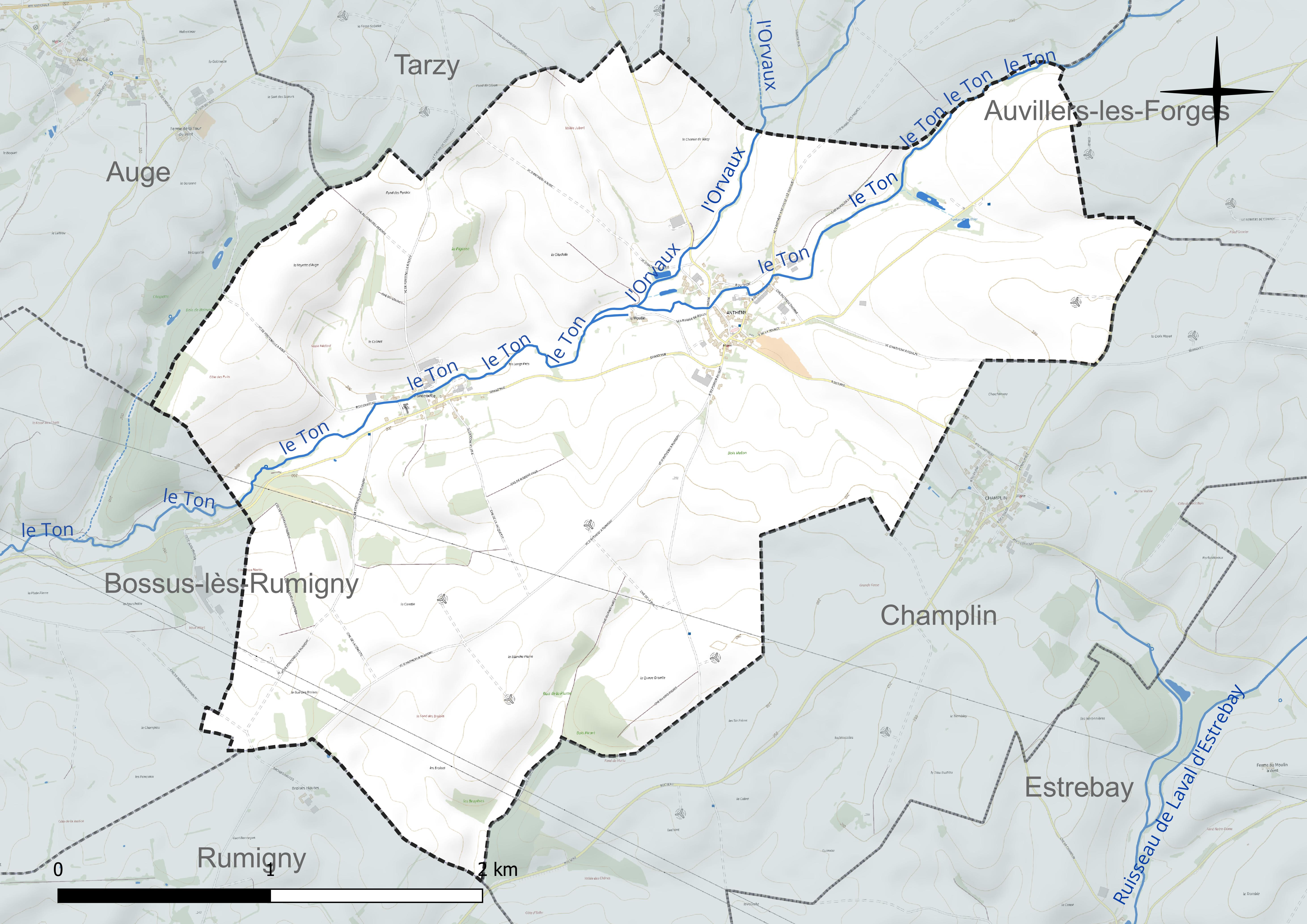
Réseaux hydrographique d'Antheny.

### Climat
Pour des articles plus généraux, voir Climat du Grand Est et Climat des Ardennes.
En 2010, le climat de la commune est de type climat de montagne, selon une étude du Centre national de la recherche scientifique s'appuyant sur une série de données couvrant la période 1971-2000. En 2020, Météo-France publie une typologie des climats de la France métropolitaine dans laquelle la commune est exposée à un climat océanique altéré et est dans la région climatique Nord-est du bassin Parisien, caractérisée par un ensoleillement médiocre, une pluviométrie moyenne régulièrement répartie au cours de l’année et un hiver froid (3 °C).
Pour la période 1971-2000, la température annuelle moyenne est de 9,4 °C, avec une amplitude thermique annuelle de 15 °C. Le cumul annuel moyen de précipitations est de 949 mm, avec 13,7 jours de précipitations en janvier et 10,1 jours en juillet. Pour la période 1991-2020, la température moyenne annuelle observée sur la station météorologique de Météo-France la plus proche, « Rocroi », sur la commune de Rocroi à 17 km à vol d'oiseau, est de 9,5 °C et le cumul annuel moyen de précipitations est de 1 210,4 mm. 
La température maximale relevée sur cette station est de 37,6 °C, atteinte le 25 juillet 2019 ; la température minimale est de −14,7 °C, atteinte le 4 février 2012,,.
Les paramètres climatiques de la commune ont été estimés pour le milieu du siècle (2041-2070) selon différents scénarios d'émission de gaz à effet de serre à partir des nouvelles projections climatiques de référence DRIAS-2020. Ils sont consultables sur un site dédié publié par Météo-France en novembre 2022.

## Urbanisme

### Typologie
Au 1er janvier 2024, Antheny est catégorisée commune rurale à habitat dispersé, selon la nouvelle grille communale de densité à 7 niveaux définie par l'Insee en 2022.
Elle est située hors unité urbaine et hors attraction des villes,.

### Occupation des sols
L'occupation des sols de la commune, telle qu'elle ressort de la base de données européenne d’occupation biophysique des sols Corine Land Cover (CLC), est marquée par l'importance des territoires agricoles (91,5 % en 2018), une proportion sensiblement équivalente à celle de 1990 (91,4 %). La répartition détaillée en 2018 est la suivante : 
terres arables (64,5 %), prairies (27 %), zones urbanisées (5,5 %), forêts (3 %). L'évolution de l’occupation des sols de la commune et de ses infrastructures peut être observée sur les différentes représentations cartographiques du territoire : la carte de Cassini (XVIIIe siècle), la carte d'état-major (1820-1866) et les cartes ou photos aériennes de l'IGN pour la période actuelle (1950 à aujourd'hui).

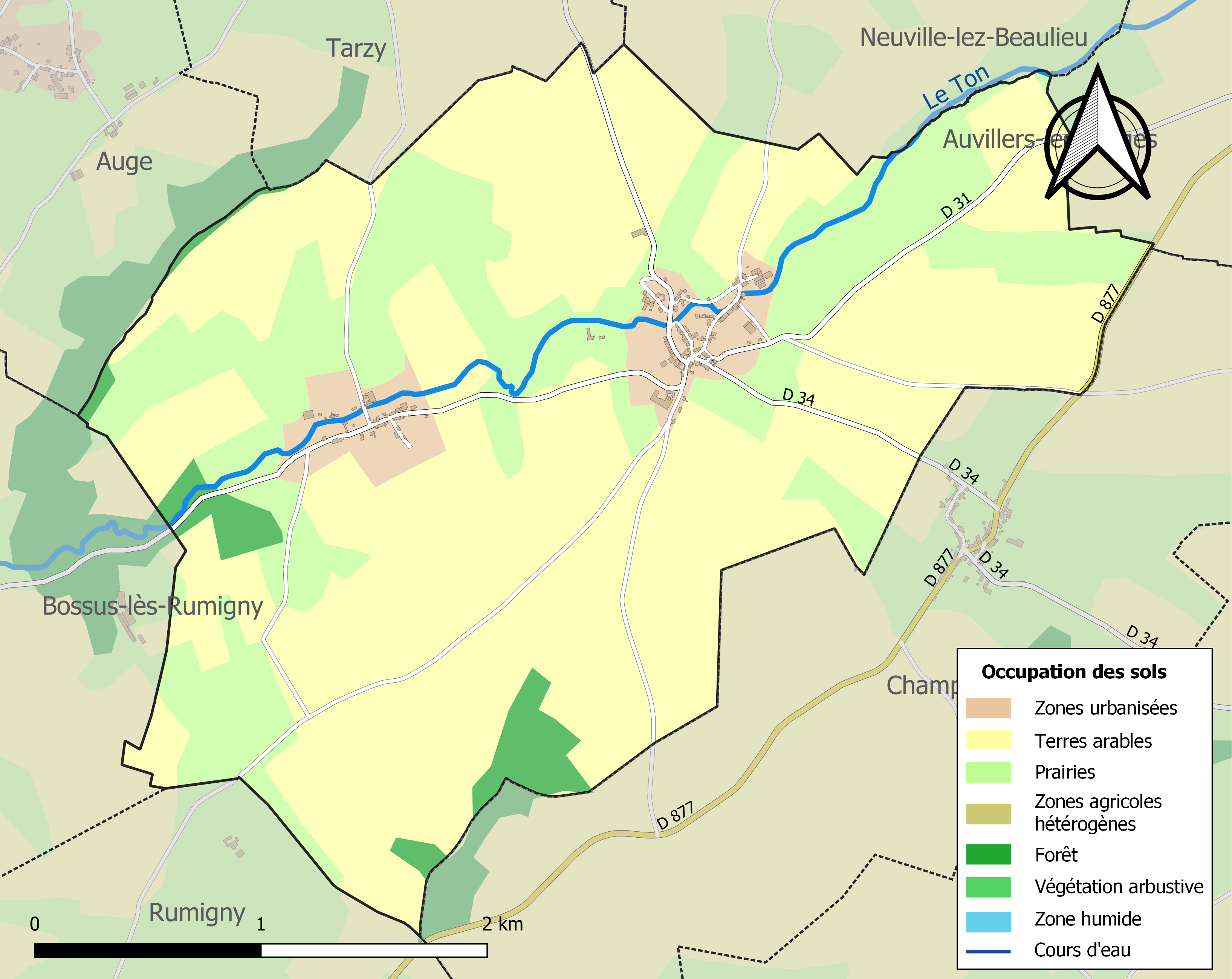
Carte des infrastructures et de l'occupation des sols de la commune en 2018 (CLC).

## Histoire
Une statistique datée de 1844 et rédigée par l'abbé Geoffroy, alors curé de la commune, dit que l'origine du village serait le fruit d'une famille émigrée d'Italie. Cette famille, confrontée à d'importants désordres dans leur pays (époque de Charles Martel) serait venue en France, aurait acquis un territoire qui couvre aujourd'hui les communes d'Antheny et d'Auge. Sur la commune actuelle d'Antheny, elle aurait édifié une motte. Elle aurait alors prise comme patronyme : de la Motte d'Antheny. Le dernier descendant mâle de cette illustre famille est décédé à l'Ile Bouchard le 21 octobre 1901 à l'âge de trois ans. D'autres branches de cette famille ont vu le jour sous les patronymes de d'Antheny et Dantheny.
Le village a été incendié et pillé à de nombreuses reprises, le 27 septembre 1521 par le duc de Nassau qui venait d'être contraint de lever le siège de Mézières, en 1638, en 1643 et 1653 par les troupes espagnoles.
Le village d'Antheny compte le hameau de Fontenelle. La maison forte de Fontenelle fut détruite en 1559 par les hommes du comte de Saint-Pol. Aujourd'hui, on peut y voir un joli petit château de style Renaissance.
L'église d'Antheny est dédiée à saint Rémy, qui fut évêque de Reims et qui baptisa Clovis. Il possédait le territoire des Pothèes (tout proche d'Antheny). Ne dit-on pas qu'il fut nourri à Aubigny par sainte Balsamie ?

L'église primitive daterait de 1198, il n'en reste que très peu de vestiges, quelques arcs romans dans le mur nord. Elle fut victimes de plusieurs incendies. L'édifice actuel est le fruit de la restauration réalisée en 1689.
Le village compte encore quelques fermes fortifiées datant de la fin du XVIIe siècle.

## Politique et administration
| Période                                  | Période    | Identité            | Étiquette | Qualité                       |
| ---------------------------------------- | ---------- | ------------------- | --------- | ----------------------------- |
| Les données manquantes sont à compléter. |            |                     |           |                               |
| mars 2001                                | mars 2008  | Jean-Pol Pinteaux   |           |                               |
| mars 2008                                | avril 2014 | Alain Joris         |           |                               |
| avril 2014                               | 2020       | Jean-Pol Pinteaux   | SE        | Agriculteur                   |
| 3 juillet 2020                           | En cours   | Nathalie Gouverneur |           | Cadre de la fonction publique |

Antheny a adhéré à la charte du parc naturel régional des Ardennes, à sa création en décembre 2011.

## Démographie
L'évolution du nombre d'habitants est connue à travers les recensements de la population effectués dans la commune depuis 1793. Pour les communes de moins de 10 000 habitants, une enquête de recensement portant sur toute la population est réalisée tous les cinq ans, les populations de référence des années intermédiaires étant quant à elles estimées par interpolation ou extrapolation. Pour la commune, le premier recensement exhaustif entrant dans le cadre du nouveau dispositif a été réalisé en 2007.

En 2022, la commune comptait 100 habitants, en évolution de −1,96 % par rapport à 2016 (Ardennes : −2,97 %, France hors Mayotte : +2,11 %).
| 1793 | 1800 | 1806 | 1821 | 1831 | 1836 | 1841 | 1846 | 1851 |
| ---- | ---- | ---- | ---- | ---- | ---- | ---- | ---- | ---- |
| 249  | 209  | 251  | 301  | 311  | 337  | 366  | 357  | 337  |

| 1866 | 1872 | 1876 | 1881 | 1886 | 1891 | 1896 | 1901 | 1906 |
| ---- | ---- | ---- | ---- | ---- | ---- | ---- | ---- | ---- |
| 347  | 347  | 331  | 321  | 324  | 292  | 302  | 274  | 281  |

| 1911 | 1921 | 1926 | 1931 | 1936 | 1946 | 1954 | 1962 | 1968 |
| ---- | ---- | ---- | ---- | ---- | ---- | ---- | ---- | ---- |
| 238  | 233  | 222  | 215  | 241  | 198  | 172  | 186  | 160  |

| 1975 | 1982 | 1990 | 1999 | 2006 | 2007 | 2012 | 2017 | 2022 |
| ---- | ---- | ---- | ---- | ---- | ---- | ---- | ---- | ---- |
| 130  | 107  | 101  | 108  | 105  | 105  | 109  | 99   | 100  |

## Culture locale et patrimoine

### Lieux et monuments
- Église Saint-Remy d'Antheny.
- Croix d'Antheny.
- Le château de Fontenelle.

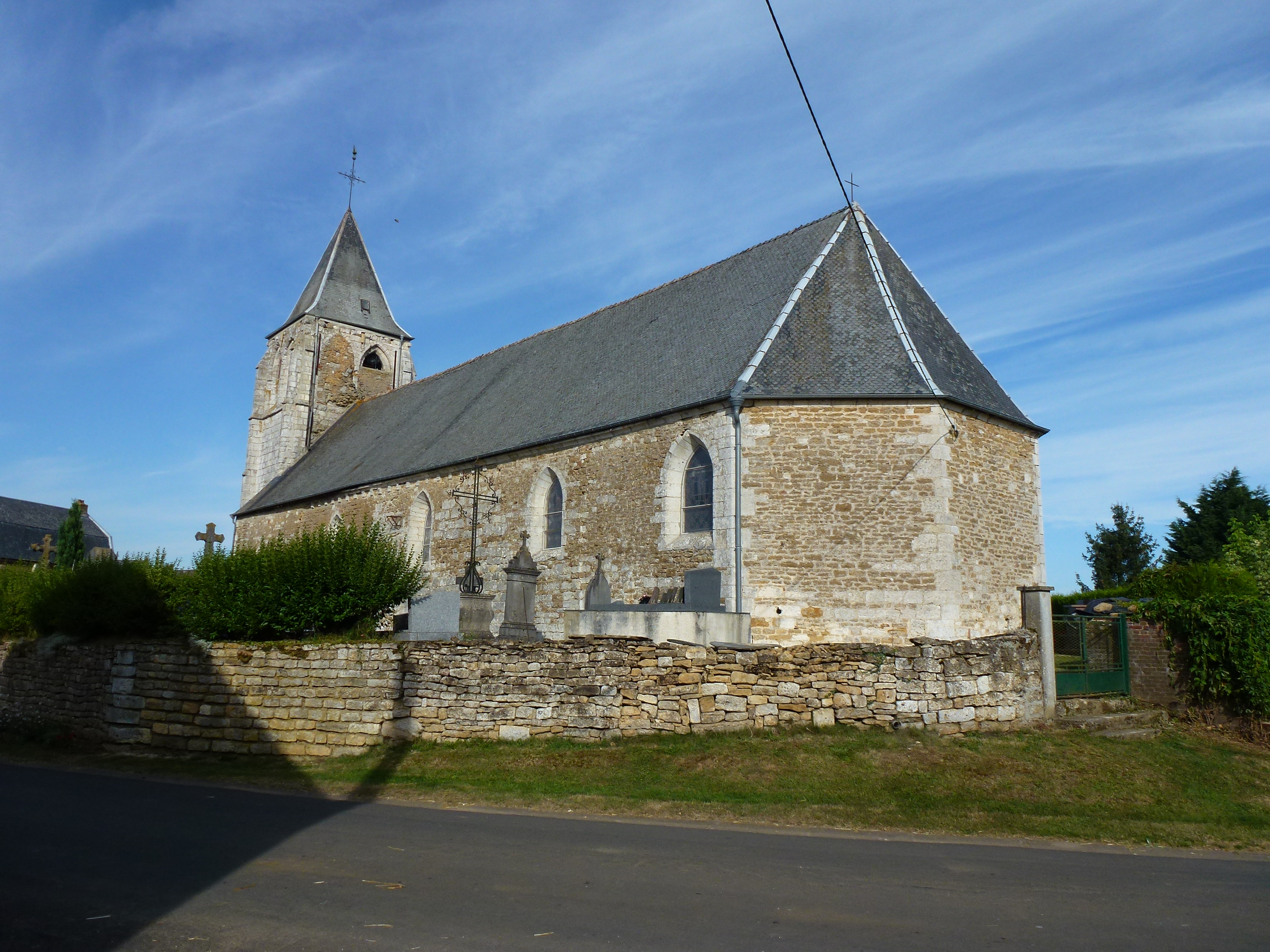
L'église Saint-Remy.
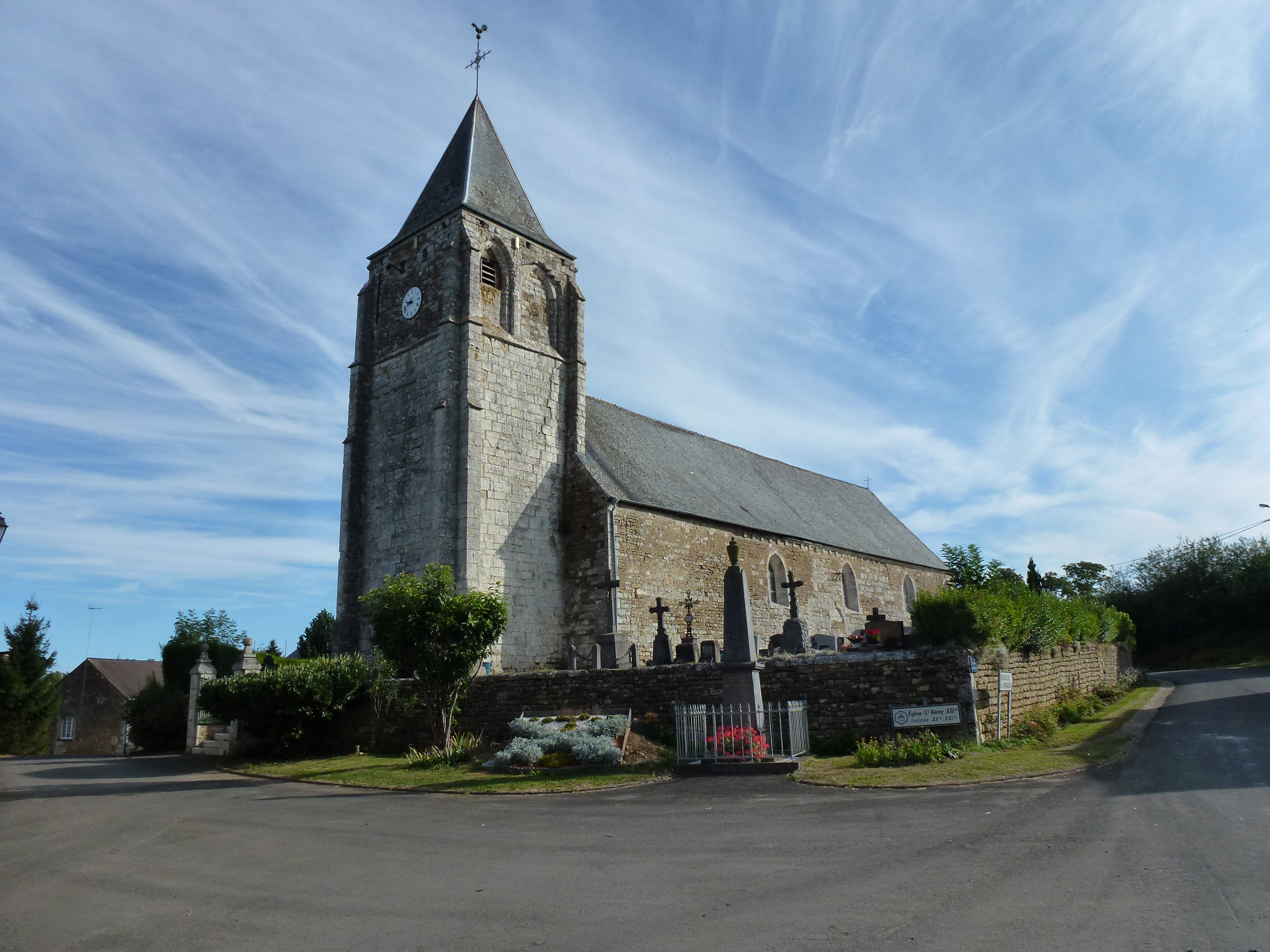
L'église Saint-Remy.
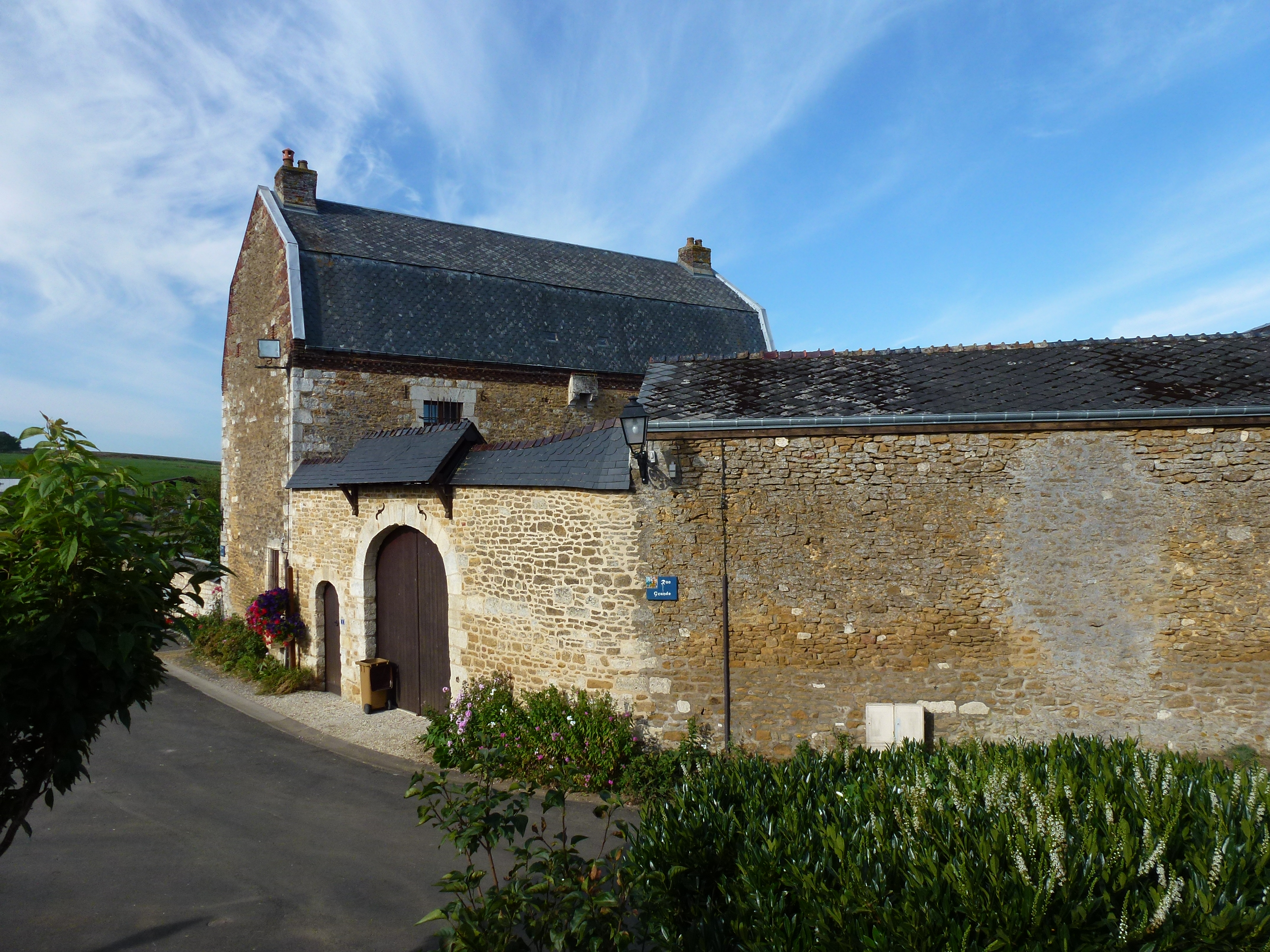
Ferme fortifiée.

### Personnalités liées à la commune
Le commandant François Louis Melin est né à Antheny le 8 décembre 1810. Il était le commandant de la place de Rocroi en 1870,. Son fils Léonce fut blessé devant Belfort en 1870 et mourut dans l'ambulance qui le transportait. Il appartenait au 14e Bataillon de Chasseurs.

### Héraldique
| Blason de Antheny | Blason  | De gueules aux deux épées d’argent passées en sautoir, cantonnées en chef et en pointe de deux besants d’or, au chef du même chargé d’une fleur de lys de sinople accostée de deux trèfles du même. |
| Blason de Antheny | Détails | Le statut officiel du blason reste à déterminer. |